# Hallebarde
Pour les différents navires français ayant porté ce nom, voir Hallebarde (bateau).
La hallebarde (du moyen haut allemand Helmbarte, « hache à hampe ») est une arme d'hast polyvalente comportant, au bout d'une hampe en bois, une pointe de lance, un fer de hache et un bec de corbin. Sa hampe est généralement de section octogonale ou carrée, renforcée d'atèles métalliques permettant au combattant d'arrêter un coup de taille. Enfin à l'autre extrémité se trouvait un talon métallique permettant un usage comme arme contondante. Arme de combat rapproché pour le fantassin professionnel et autres hommes d'armes, la hallebarde servait à combattre l'infanterie comme la cavalerie adverse. Elle est conçue afin d'être plus courte et plus maniable que d'autres armes d'hast comme la pique.
Elle dérive directement du vouge, dont on a dissocié la pointe de lance du fer de hache. Ce dernier se voit équilibré par l'ajout du bec de corbin du côté opposé. Elle fut largement utilisée dans les armées d'Europe durant le Moyen Âge tardif et la Renaissance avant d'être remplacée, comme la pique, par le fusil à baïonnette à la fin du XVIIIe siècle.
Les soldats maniant cette arme sont des hallebardiers.

## Caractéristiques

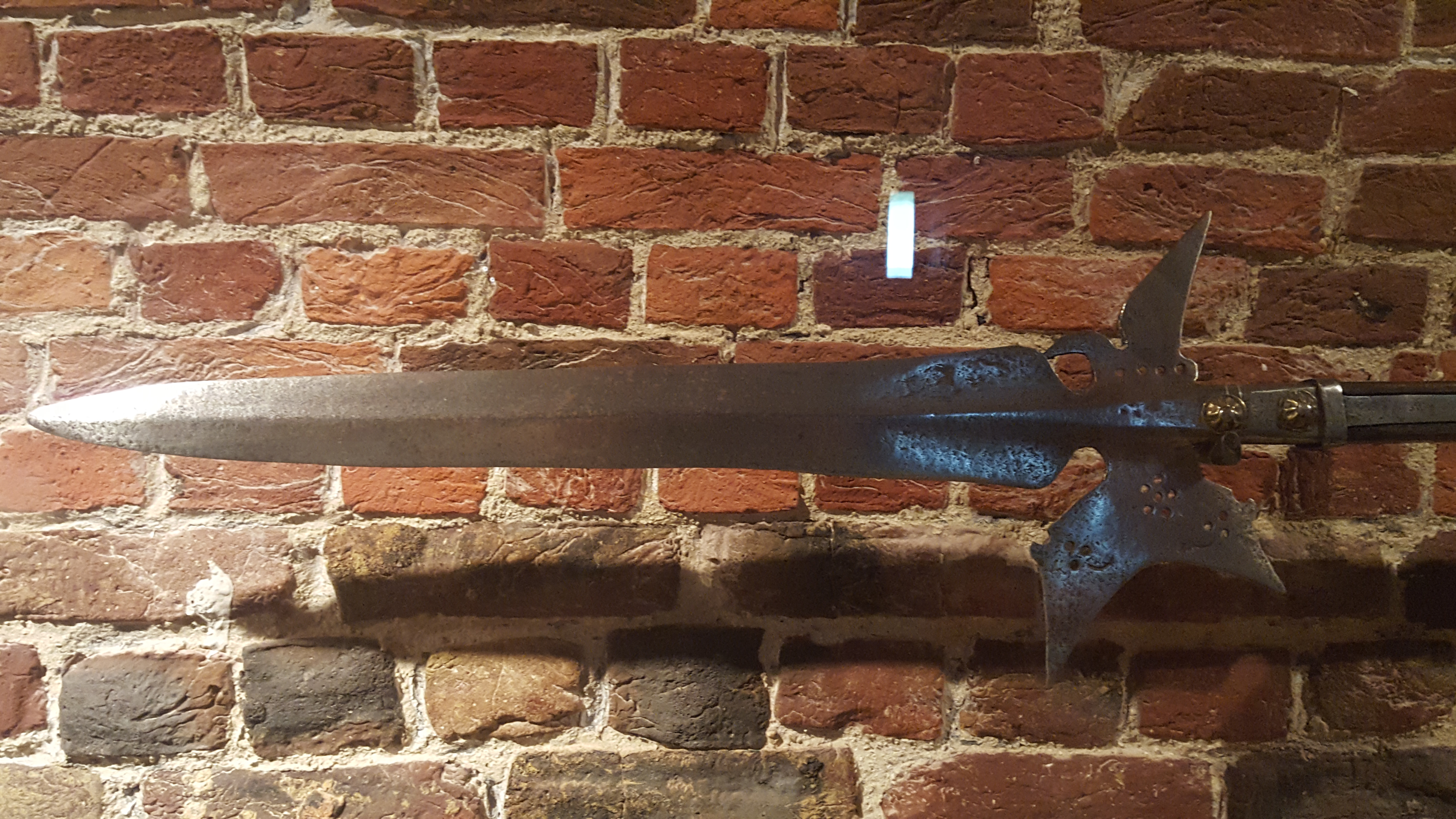
Pointe de hallebarde (musée de la porte de Hal).

Arme offensive, il existe plusieurs variantes de hallebarde. Elle est en général composée d’une longue hampe ou manche, en bois, de 1,70 m à 2,00 m quelquefois plus, garnie à son sommet d'un fer assez large et pointu servant à l'estoc (coup pour percer). Cette pointe est garnie à sa base, au-dessus de la douille, d'un côté d'un fer en forme de croissant ou de hache servant à la taille (coup pour trancher) et de l'autre bec de corbin, servant à crocheter l'adversaire ou faire tomber un cavalier.

## Histoire

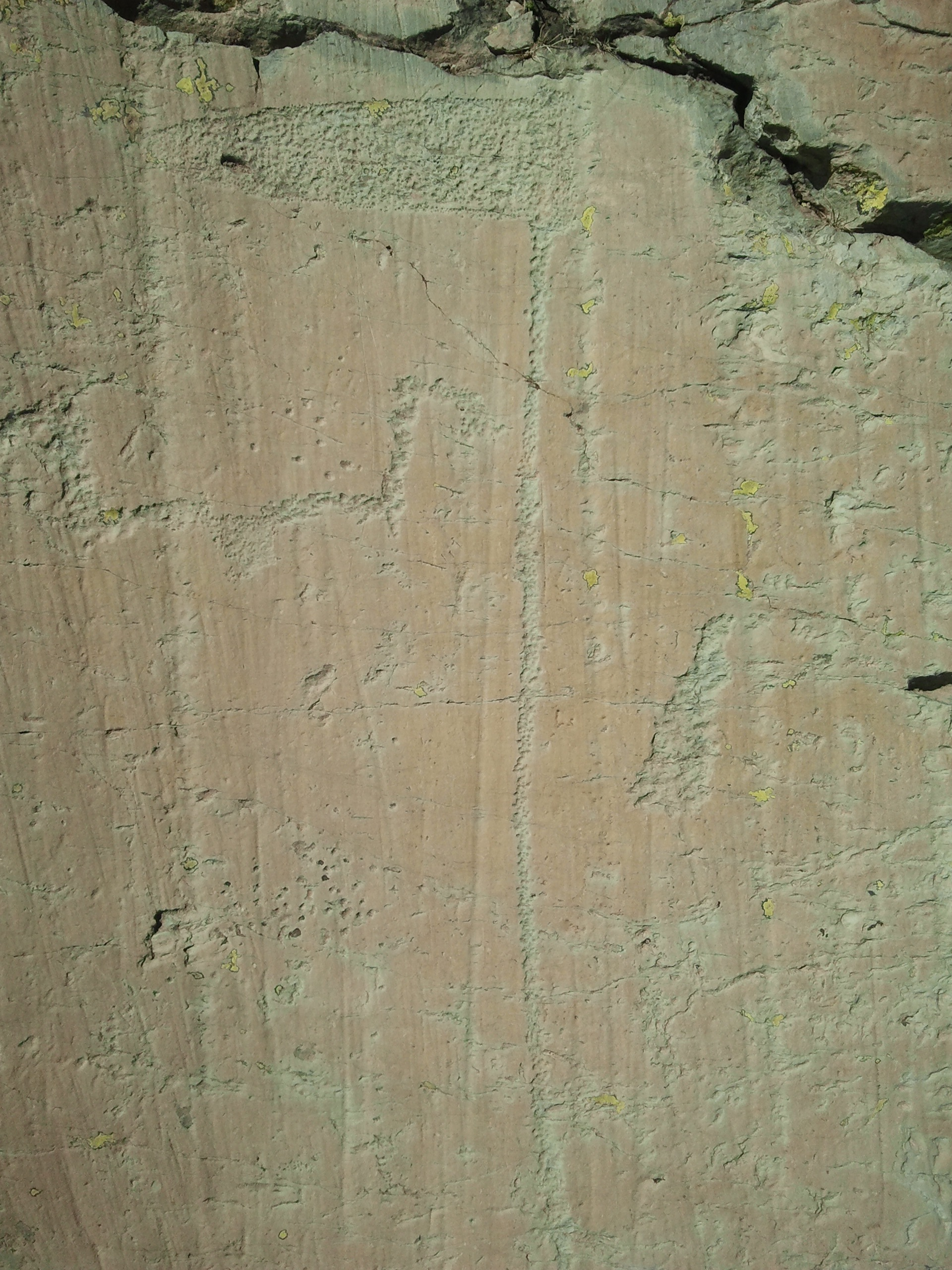
Hallebarde gravée (vallée des Merveilles).

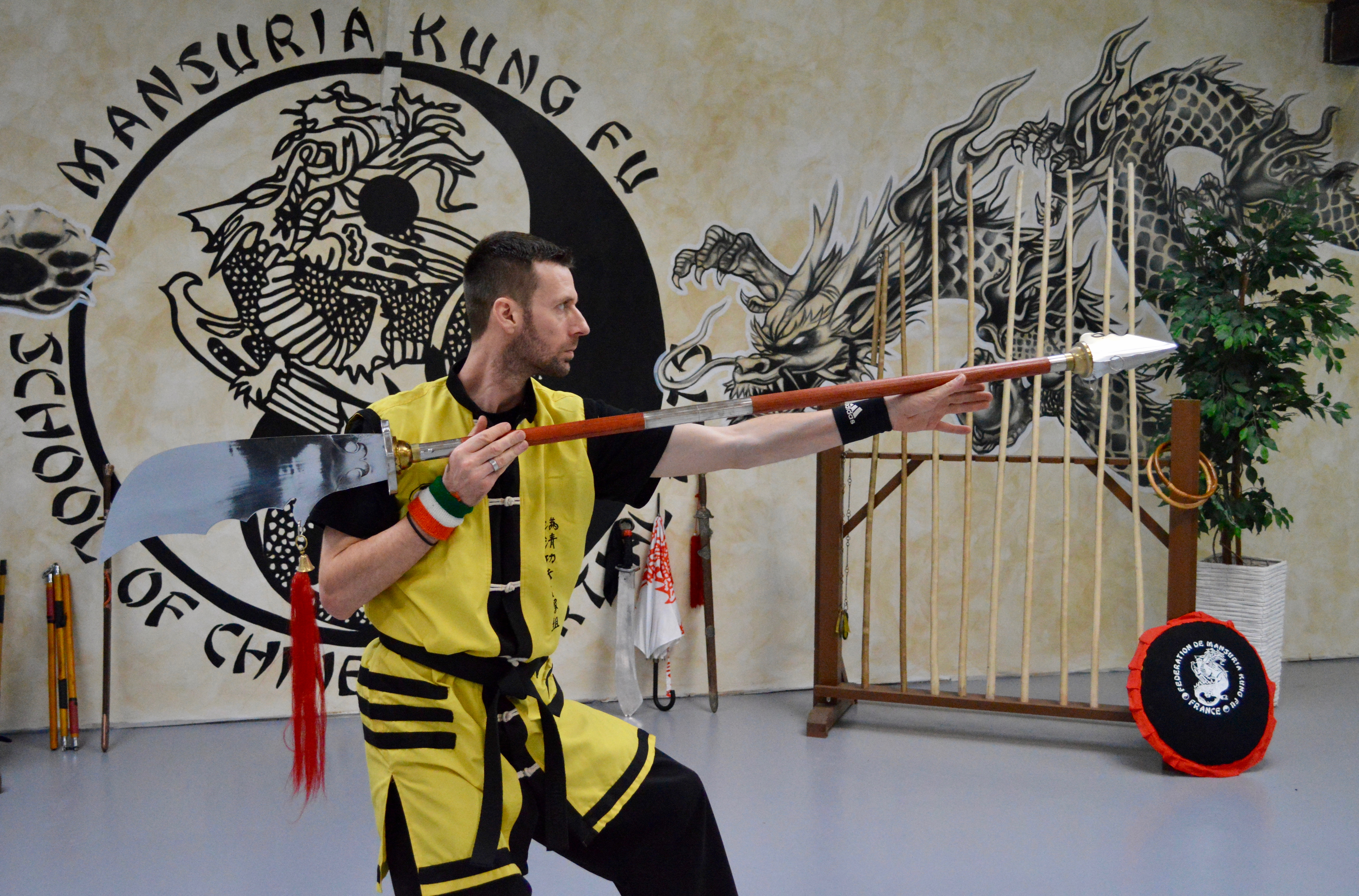
Le vouge est une arme traditionnelle chinoise utilisée dans différents styles d'arts martiaux chinois (ici dans le Mansuria Kung Fu).

Cette arme apparaît à l'époque protohistorique. Le plus ancien corpus iconographique exprimé sur les rochers de la vallée des Merveilles évoque la métallurgie du cuivre et du bronze à travers la représentation de hallebardes.
L'essor de ce type d'arme est attesté en Chine avant notre ère sous forme d'une lance munie à son extrémité d'un crochet d'un côté et d'une lame de l'autre. On en retrouve le dessin dans le sinogramme ancien (pictogramme) 武 (wǔ) qui représente le radical stopper sous une hallebarde, pictogramme utilisé pour dans le terme wǔshù (trad.: 武術, simpl.: 武术), signifiant en chinois « art martial ».
En Europe, son invention est suisse. On en retrouve les premières mentions de la hallebarde à propos d'une bataille opposant les cantons suisses aux troupes de Léopold de Habsbourg, la bataille de Morgarten et elle semble avoir joué au XIVe siècle, un rôle majeur dans les batailles victorieuses dont celle de Sempach.
Inspirée de la hache et de la vouge, la hallebarde apparait dès le départ comme une arme spécialisée et non comme l'évolution d'une autre arme ou d'un outil agricole avec ce qui en feront ses éléments caractéristiques  : une longue pointe aiguë, avec en dessous une lame de hache rectangulaire, fixées sur une hampe par 2 anneaux. Vers 1400 apparait le crochet sur le côté opposé de la hache. Il semble que la création des armées des cantons suisses, composées de paysans et de bourgeois, donc d'hommes à pied, et sans ou peu de cavalerie, ait favorisé l'émergence de cette arme polyvalente du fantassin capable de se battre contre l'infanterie mais également contre la cavalerie adverse et qui va jouer un grand rôle par la suite dans l'infanterie suisse au cours du XIVe siècle.
L'arme est ensuite adoptée par les Allemands. Le mot hallebarde est un dérivé du mot du moyen haut-allemand helmbarte soit une hache (barte) à manche (helm),,.
On retrouve l'emploi de la hallebarde dans les traités allemands d'escrime ou de combat du XVIe siècle, par exemple ceux du maitre d'armes strasbourgeois Joachim Meyer (1537-1571) et du fonctionnaire augsbourgeois Paulus Hector Mair (1517-1579). La hallebarde se répand dans les armées européennes au cours du XVe siècle où elle remplace progressivement la hache d'arme. Il est possible qu'elle fut introduite en France à la fin de la guerre de Cent Ans (1337-1453) ou peu après par le roi Louis XI qui, impressionné par le succès des hallebardiers suisses contre les troupes de Charles le Téméraire lors des guerres de Bourgogne (1474-1477), en aurait équipé certains des fantassins de son armée.
Les Suisses vont la perfectionner avec le remplacement des anneaux par une douille pour la fixation sur la hampe, le crochet lui devient forgé avec la tête de hache ; la pointe prend une forme rhomboïdale ou trapézoïdale puis elle est finalement séparée de la hache par un nœud plein. Elle subit d'ultimes évolutions au début du XVIe siècle avec le décalage de la pique par rapport à l'axe de la hampe (à la façon d'une baïonnette) puis un allongement de la pique qui ira jusqu'à trois fois la longueur de la lame, lame qui, elle, adopte une forme convexe ou concave, en demi-lune.

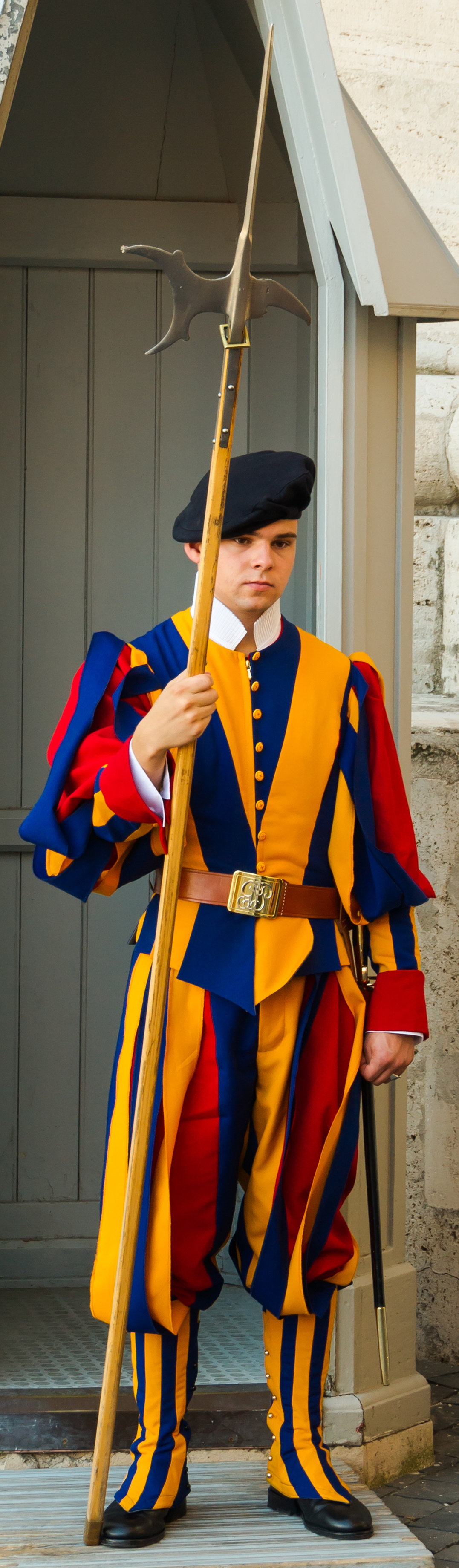
Garde suisse avec hallebarde au Vatican

Dès la seconde moitié du XVIe siècle, le nombre de hallebardiers diminue au profit des mousquetaires et la hallebarde va commencer à disparaitre des champs de bataille dès le XVIIe siècle, ne servant plus qu'à protéger les drapeaux à l'arrière des lignes. Mais elle reste une arme d'autorité, devenant un insigne de représentation ou de grade militaire, par exemple l'insigne de sergent dans l'armée française ou Kurzwehr de caporal de l'armée autrichienne au XVIIe siècle. La dimension de l'arme est alors souvent réduite et appelée sergentine. La hallebarde est aussi utilisée dans des missions de police : efficace contre une épée, elle permet également par des moulinets de contenir une foule ou de bloquer une rue. Mais si Louis XV publie encore une ordonnance royale en 1764 sur son emploi dans l'infanterie, elle a quasiment disparu à la fin du XVIIIe siècle, rendue désuète par l'usage du fusil à baïonnette.
La hallebarde ne sert alors plus que comme arme d'apparat pour les gardes des cours européennes, elle va alors s'affiner, s'orner de motifs ajourés et être gravée de monogrammes et blasons, même quelquefois être faite de matériaux nobles. De nos jours, elle n'est plus utilisée que dans la Garde suisse pontificale, chez les Yeomen Warders de la tour de Londres ou dans la Marine nationale française.

## Maniement
Arme utilisée pour le combat rapproché, elle sert dans l'infanterie à la fois contre les fantassins et la cavalerie adverses.
Dans les armées françaises, les hallebardiers étaient souvent placés en seconde ligne, derrière les piquiers et encadrés par des arquebusiers. Les piques arrêtaient le premier assaut et une fois le corps à corps engagé, les piques trop longues n'étant plus efficaces, les hallebardiers passaient alors devant, leur arme permettant de porter des coups d'estoc ou de taille à différentes distances. Les hallebardes permettaient aussi d'arrêter en premier une charge de cavaliers en les plantant dans le sol face à l'ennemi.
En combat individuel, en raison de son poids important, l'arme demande une forte assise au sol pour celui qui la manie, avec souvent une jambe posée en avant, la pointe vers l'adversaire à hauteur de poitrine ou de hanche. La hallebarde s'utilise à deux mains : une main sur l'extrémité inférieure de la hampe (le talon), sert à diriger la hallebarde, l'autre main étant placée sur le milieu de la hampe. Cette position favorise l'estoc. Les gardes plus hautes ou plus basses permettent la taille. Le hallebardier peut également se servir de la forme de son fer pour crocheter l'arme de son adversaire ou faire chuter un cavalier. Il pouvait pour cela couper le jarret du cheval à l'aide du crochet ou désarçonner le cavalier en crochetant une de ses jambes ou son cou ou, tel un hameçon, en crochetant une des jointures de l'armure ou de la cotte de mailles, la longueur de sa hampe offrant au hallebardier une distance de protection contre l'épée ou la hache de son adversaire.
Lorsqu'on manie la hallebarde, l'énergie cinétique très importante qui en résulte en fait une arme très puissante, capable de tailler, percer et arracher les armures (c’est l’une des rares armes, avec la miséricorde ou l’estoc et la technique de demi-épée, à pouvoir traverser un harnois).

## Hallebardes de l'âge du bronze
Les publications scientifiques mentionnent la présence de hallebardes au début de l'âge du bronze en Europe ainsi qu'au Maroc, entre 2300 et 1900 av. J.-C. environ. À cette époque, elles sont en fait très différentes de celles du Moyen Âge. Elles sont constituées d'une lame triangulaire emmanchée perpendiculairement dans un manche de 1 à 2 m de long. Il n'y a donc ni pic, ni crochet. Du point de vue typologique, il s'agit d'un compromis entre une hache et un poignard. Plusieurs centaines sont documentées sur toute l'Europe, avec des concentrations notables en Irlande, en Espagne et en Italie,,,,. La plupart sont réalisées en métal, mais quelques exemplaires en roche taillée sont connus. Leur analyse et les expérimentations ont montré qu'il ne s'agit sans doute pas uniquement d'objets symboliques mais qu'elles ont effectivement pu être employées comme armes.
Très répandues dans la péninsule ibérique, associées notamment à la culture d'El Argar dans le sud-est de l'Espagne, les hallebardes ont traversé le détroit de Gibraltar et se retrouvent au Maroc. Découvertes par l'archéologue Jean Malhomme au cours des années 1950, les représentations de hallebardes de l'Oukaïmeden indiquent que les techniques de métallurgie du bronze étaient connues des populations du Haut Atlas central dès le milieu du deuxième millénaire avant notre ère, battant en brèche l'idée reçue selon laquelle nulle métallurgie n'était connue en Afrique du nord avant la période phénicienne. Un rare exemplaire de petite hallebarde à usage votif a été découvert dans la nécropole d'El Mries près de Tanger par l'archéologue Michel Ponsich au début des années 1960.

## Expression
L'expression « il tombe des hallebardes » est utilisée lors d'une pluie intense et fait référence à une pluie si forte que les gouttes pourraient nous transpercer comme des hallebardes feraient à des cavaliers.